# Urétérostomie

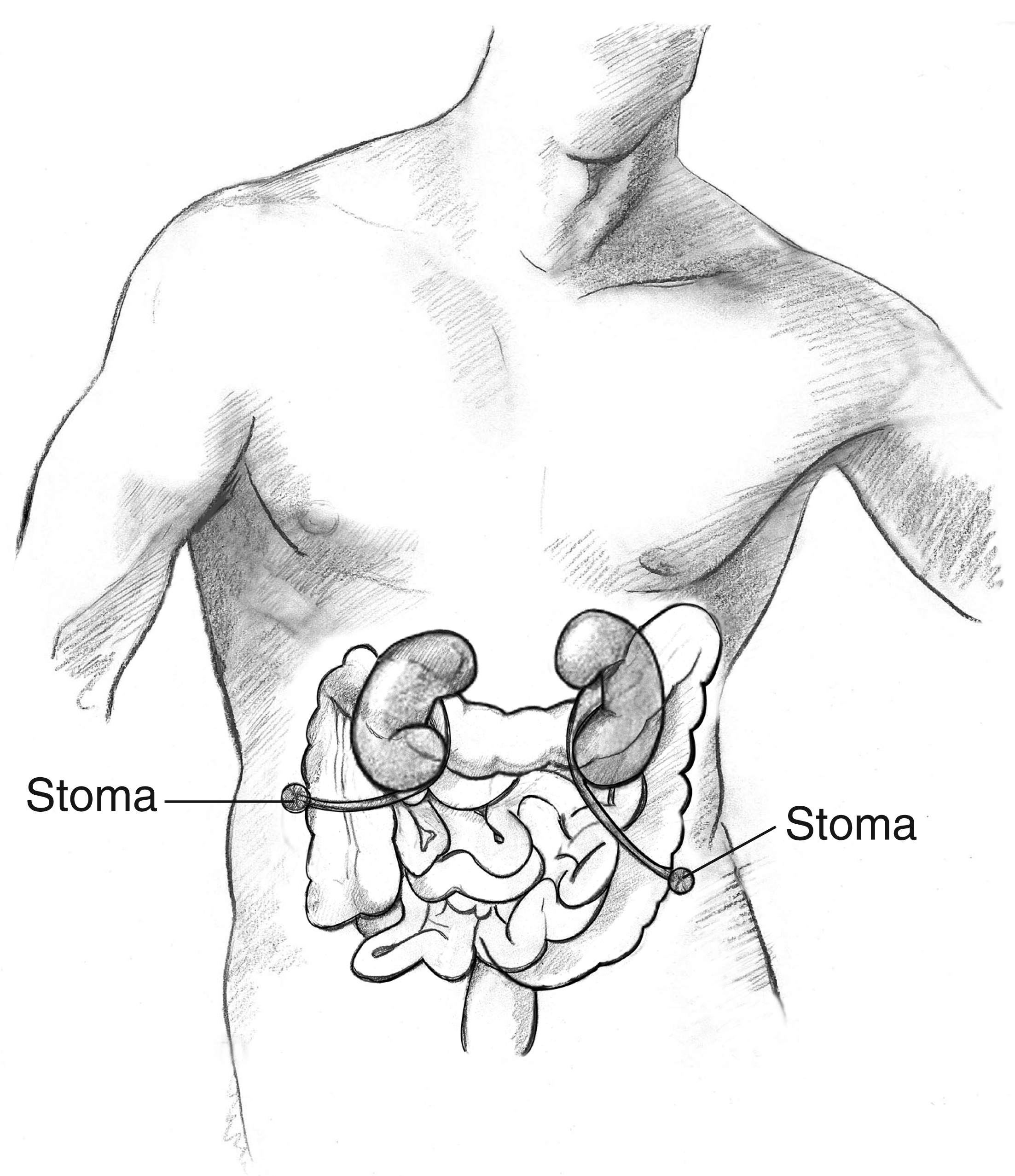
Les urètres sont reliés directement à la paroi abdominale afin de créer deux stomates (Stomas en anglais sur l'image).

Une urétérostomie (Bricker) est une intervention chirurgicale dont le but est de faire aboucher les uretères avec la peau, au niveau de la paroi abdominale.
Elle permet de récolter l'urine provenant des reins directement dans une poche.
La pathologie la plus fréquente qui amène à une urétérostomie : cancer de la vessie ou vessie neurogène qui entraîne une cystectomie ou même une cystoprostatectomie totale (ablation de la vessie et de la prostate). Cette opération pour des raisons techniques entraîne des troubles de l'érectilité chez l'homme.

L'urétérostomie est pratiquée également dans des cas de malformations congénitales et d'exstrophie vésicale.